# Otodontidae
Otodontidae je vyhynulá čeleď žraloků. Vyskytovala se kosmopolitně od turonu do pliocénu. Řadí se do řádu obrouni (Lamniformes) a zahrnuje rody:
- Carcharocles
- Cretolamna
- Dwardius
- Megaselachus
- Megalolamna
- Otodus
- Palaeocarcharodon

Nedávné studie nově objeveného rodu Megalolamna značí, že by se měli členové rodu Carcharocles překlasifikovat do rodu Otodus.
Zástupci otodontidů mohli dosahovat obrovské velikosti, podobně jako možný člen megalodon (Carcharocles megalodon) s délkou až 20 metrů. Zuby, které mohou být rovné, zakřivené, symetrické i asymetrické, se velmi podobají zubům čeledi lamnovití (Lamnidae), až na mnohem větší velikost; někdy proto není čeleď Otodontidae z tohoto důvodu uznávána.